# Oklahoma City Thunder 2012-2013
La stagione 2012-13 dei Oklahoma City Thunder fu la 46ª nella NBA per la franchigia.

## Scelta Draft
| Giro | Chiamata | Giocatore     | Ruolo | Nazionalità | College/Club        |
| ---- | -------- | ------------- | ----- | ----------- | ------------------- |
| 1    | 12       | Jeremy Lamb   | G     | Stati Uniti | UConn Huskies       |
| 1    | 28       | Perry Jones   | AG    | Stati Uniti | Baylor Bears        |
| 2    | 58       | Robbie Hummel | AG    | Stati Uniti | Purdue Boilermakers |

### Arrivi/partenze
Mercato e scambi avvenuti durante la stagione:
Arrivi
| N° | Naz.                   | Ruolo | Sportivo        |      | Alt. |     |
| -- | ---------------------- | ----- | --------------- | ---- | ---- | --- |
| 3  | Stati Uniti (bandiera) | AG    | Perry Jones     | 1991 | 211  | 106 |
| 11 | Stati Uniti (bandiera) | G     | Jeremy Lamb     | 1992 | 198  | 81  |
| 23 | Stati Uniti (bandiera) | G     | Kevin Martin    | 1983 | 201  | 84  |
| 33 | Stati Uniti (bandiera) | C     | Daniel Orton    | 1990 | 208  | 116 |
| 34 | Tanzania (bandiera)    | C     | Hasheem Thabeet | 1986 | 221  | 121 |

Partenze
| N° | Naz.                   | Ruolo | Sportivo      |      | Alt. |     |
| -- | ---------------------- | ----- | ------------- | ---- | ---- | --- |
| 7  | Stati Uniti (bandiera) | G     | Royal Ivey    | 1981 | 191  | 91  |
| 8  | Stati Uniti (bandiera) | C     | Nazr Mohammed | 1977 | 208  | 100 |
| 11 | Stati Uniti (bandiera) | A     | Lazar Hayward | 1986 | 198  | 102 |
| 13 | Stati Uniti (bandiera) | G     | James Harden  | 1989 | 196  | 100 |
| 14 | Stati Uniti (bandiera) | G     | Daequan Cook  | 1987 | 196  | 93  |
| 37 | Stati Uniti (bandiera) | G     | Derek Fisher  | 1974 | 185  | 95  |
| 45 | Stati Uniti (bandiera) | C     | Cole Aldrich  | 1988 | 211  | 111 |

### Roster
| N° | Naz.                   | Ruolo | Sportivo          | Anno | Alt. | Peso |
| -- | ---------------------- | ----- | ----------------- | ---- | ---- | ---- |
| 0  | Stati Uniti (bandiera) | P     | Russell Westbrook | 1988 | 191  | 85   |
| 2  | Svizzera (bandiera)    | GA    | Thabo Sefolosha   | 1984 | 196  | 98   |
| 3  | Stati Uniti (bandiera) | AG    | Perry Jones       | 1991 | 211  | 106  |
| 4  | Stati Uniti (bandiera) | AC    | Nick Collison     | 1980 | 206  | 116  |
| 5  | Stati Uniti (bandiera) | C     | Kendrick Perkins  | 1984 | 208  | 121  |
| 6  | Stati Uniti (bandiera) | G     | Derek Fisher      | 1974 | 185  | 91   |
| 6  | Stati Uniti (bandiera) | P     | Eric Maynor       | 1987 | 191  | 79   |
| 8  | Stati Uniti (bandiera) | A     | Ronnie Brewer     | 1985 | 201  | 100  |
| 9  | Spagna (bandiera)      | AG    | Serge Ibaka       | 1989 | 208  | 107  |
| 11 | Stati Uniti (bandiera) | G     | Jeremy Lamb       | 1992 | 198  | 81   |
| 15 | Stati Uniti (bandiera) | P     | Reggie Jackson    | 1990 | 191  | 94   |
| 23 | Stati Uniti (bandiera) | G     | Kevin Martin      | 1983 | 201  | 84   |
| 25 | Stati Uniti (bandiera) | G     | DeAndre Liggins   | 1988 | 198  | 95   |
| 33 | Stati Uniti (bandiera) | C     | Daniel Orton      | 1990 | 208  | 116  |
| 34 | Tanzania (bandiera)    | C     | Hasheem Thabeet   | 1986 | 221  | 122  |
| 35 | Stati Uniti (bandiera) | A     | Kevin Durant      | 1988 | 206  | 104  |

### Staff tecnico
- Allenatore: Scott Brooks
- Vice-allenatori: Maurice Cheeks, Rex Kalamian, Mark Bryant, Brian Keefe, Maz Trakh
- Preparatore atletico: Joe Sharpe
- Preparatore fisico: Dwight Daub

## Stagione

### Classifica

#### Northwest Division
|    | Classifica          | V  | P  | %    | GB |
| -- | ------------------- | -- | -- | ---- | -- |
| 1. | Oklahoma Thunder    | 60 | 22 | 73,2 | -  |
| 2. | Denver Nuggets      | 57 | 25 | 69,5 | 3  |
| 3. | Utah Jazz           | 43 | 39 | 52,4 | 17 |
| 4. | Portland T. Blazers | 33 | 49 | 40,2 | 27 |
| 5. | Minnesota T'wolves  | 31 | 51 | 37,8 | 29 |